# カタコエロセラス
カタコエロセラス（学名：Catacoeloceras）は、前期ジュラ紀のトアルシアン中期に生息していたアンモナイトの属。この属の種は、Bifrons帯のBifronsサブ帯からVariabilis帯まで存在した。化石はヨーロッパ、北アフリカ、アジア、北アメリカ、南アメリカで発見された。本属はポルポセラスから進化した。

## 説明

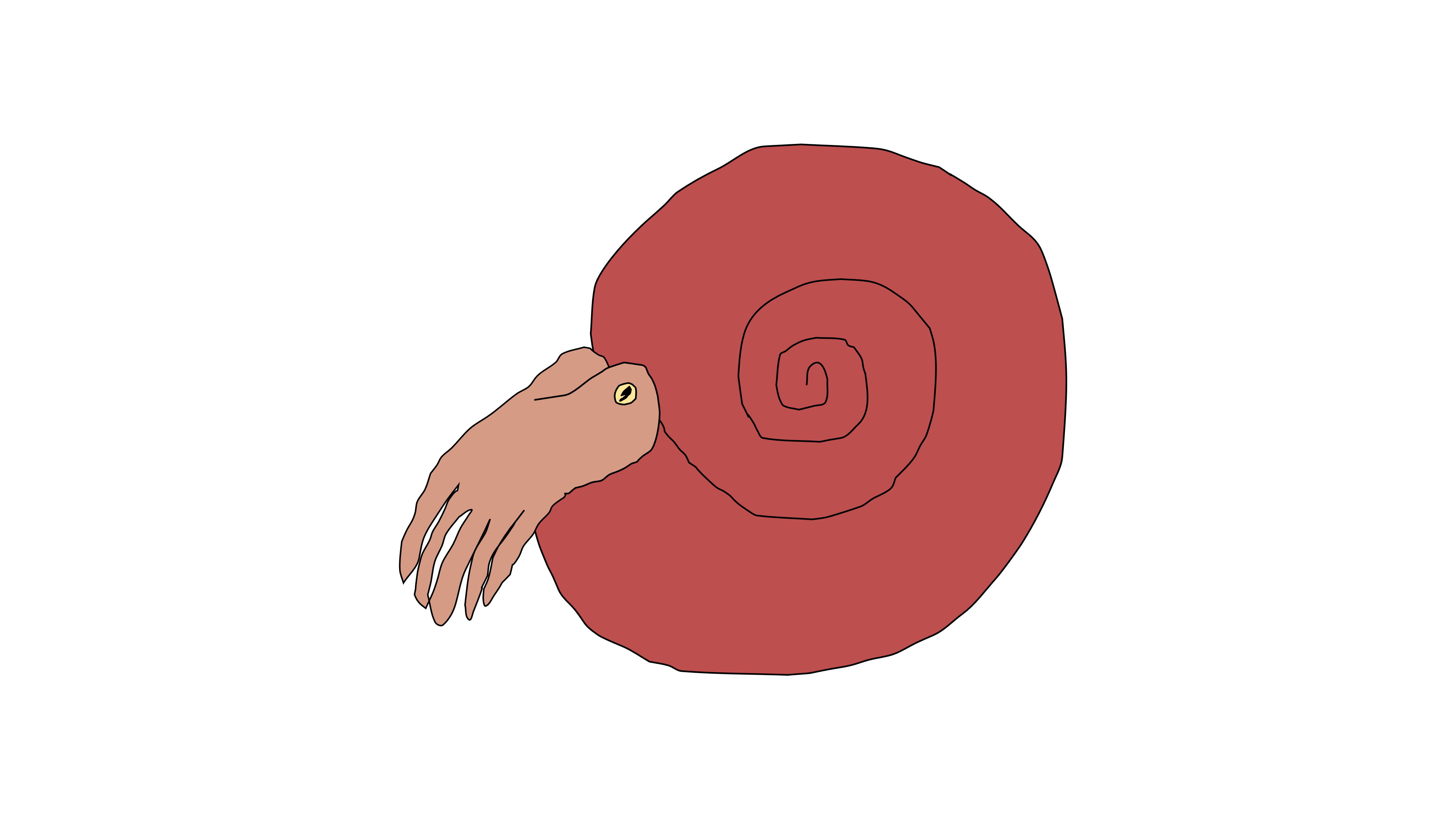
カタコエロセラスの復元図

この属に属するアンモナイトは、窪んだ丸みを帯びた渦のへそを持つ円錐状の殻を持つ。いくつかの種はほとんど球状の殻を持ち、これらの種はトランシコエロセラスに分類されたが、著者によってはカタコエロセラスのシノニムとみなされていたが、有効な属であると考えられる場合もあった。肋には単純なものと分岐するものがある。ほとんどの種は縁側に結節が存在した。体腔内、結節の間の腹部は滑らかで平らなこともあった。口縁の前には狭窄部が存在した。この属にはサイズに二型があったとされる。ムクロダクティリテスは小型であると考えられている。